# 회현로
회현로(Hoehyeon-ro)는 전북특별자치도 군산시 회현면 평유삼거리 에서 군산시 회현면를 잇는 도로이다.

## 주요 경유지
전북특별자치도
- 군산시 (회현면)

## 노선
| 이름         | 접속 노선                   | 소재지 | 소재지 | 비고 |
| ------------ | --------------------------- | ------ | ------ | ---- |
| 평유삼거리   | 회미로                      | 군산시 | 회현면 |      |
| 회현사거리   | 대위로                      | 군산시 | 회현면 |      |
| 광지산사거리 | 회미로                      | 군산시 | 회현면 |      |
| (이름없음)   | 지방도 제744호선 (남군산로) | 군산시 | 회현면 |      |